# Villa Fabbricotti alla Padula
Villa Fabbricotti alla Padula è una residenza storica situata a Carrara, in località Sorgnano, su via Provinciale Gragnana. Costruita nel 1879 per Bernardo Fabbricotti su progetto di Vincenzo Micheli, ospita dal 2018 CARMI - Museo Carrara e Michelangelo.

## Storia

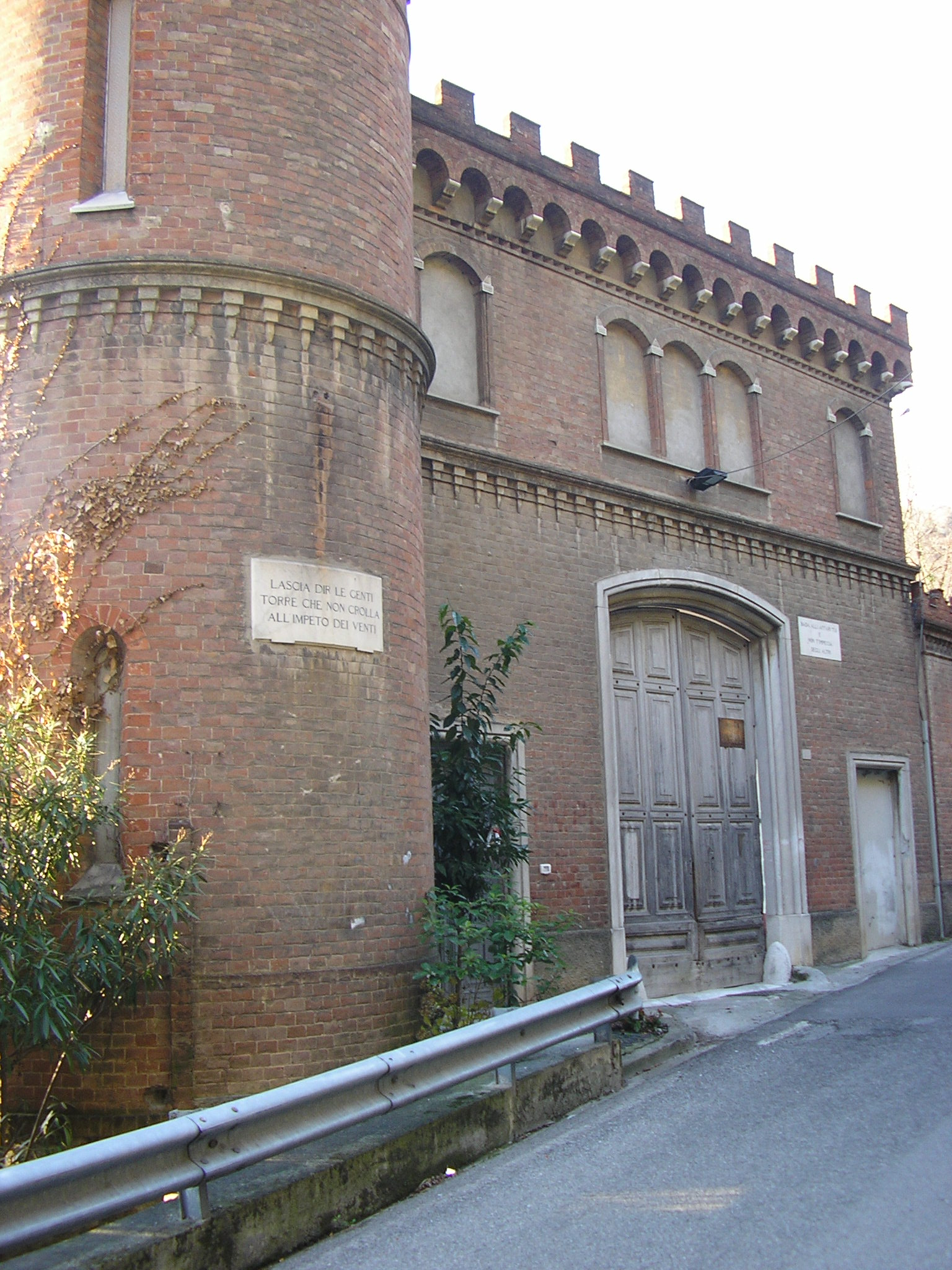
Ingresso della foresteria

Villa della Padula venne costruita nel 1879 per Bernardo Fabbricotti su progetto di Vincenzo Micheli, architetto di origini carraresi residente a Firenze, dove dirigeva l'Accademia di Belle Arti. Fabbricotti era un industriale del marmo, con dimore anche in altre diverse località, tra cui altre due progettate da Vincenzo Micheli, una a Livorno e una a Firenze.
Alienata dai Fabbricotti negli anni trenta, il complesso rimase per alcuni decenni in stato di abbandono e degrado, nonostante un tentativo di recupero nel 2002 in occasione dell'XI Biennale di Scultura.
Nel 2018 la villa venne restaurata e resa agibile per ospitare il CARMI - Museo Carrara e Michelangelo.

## Descrizione
L'edificio, posto in un parco di nove ettari alle spalle della città, in posizione dominante, si caratterizza per la sobrietà della facciata in stile neoclassico, intonacata e arricchita da cornici, finestre sormontate da timpani, lesene con capitelli corinzi e da un balcone centrale retto da mensole in marmo.

### Giardino
Il parco, che secondo il gusto tipico ottocentesco ricalca le linee naturali del terreno rifacendosi ai dettami del giardino all'inglese, è attraversato da viali tortuosi che si inoltrano all'interno di boschetti composti da piante di alto fusto e arbusti riuniti a gruppi e macchie irregolari. Le acque sono raccolte in laghetti alimentati da ruscelli e cascatelle. Tra gli arredi sparsi nel parco si annoverano: le fontane, il gazebo, e la colonna commemorativa a Domenico Andrea Fabbricotti.
Caratteristico risulta l'edificio d'ingresso in stile neomedievale, disegnato da Leandro Caselli nel 1890. L'apparato scenografico della vegetazione è rafforzato dalla particolare conformazione orografica, al punto che si può trovare una grande varietà di elementi, tra i quali l'acquitrino che gli ha dato il nome (il Padule) e le creste rocciose che ne delimitano il confine nord. 

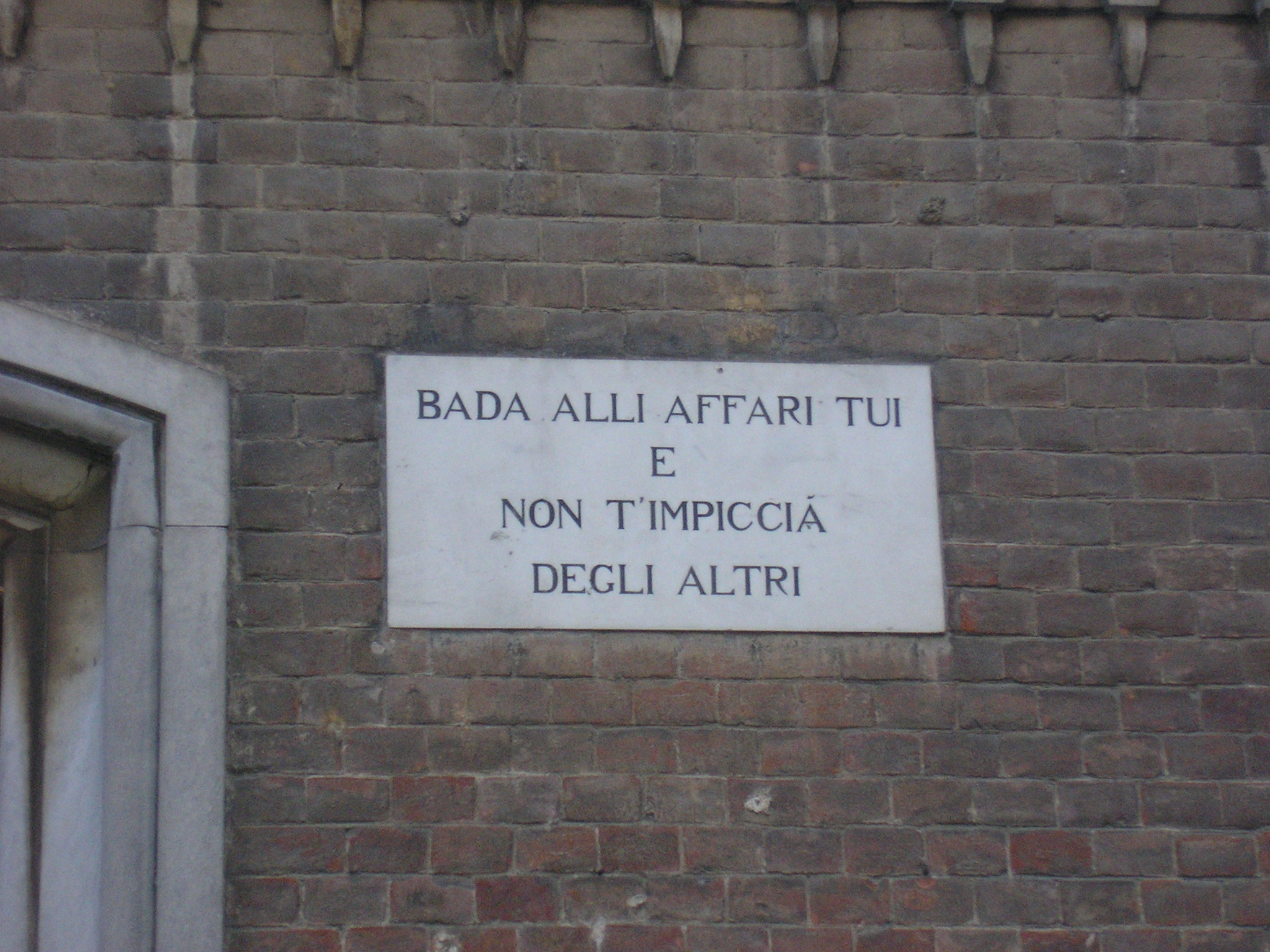
Lapide accanto all'ingresso
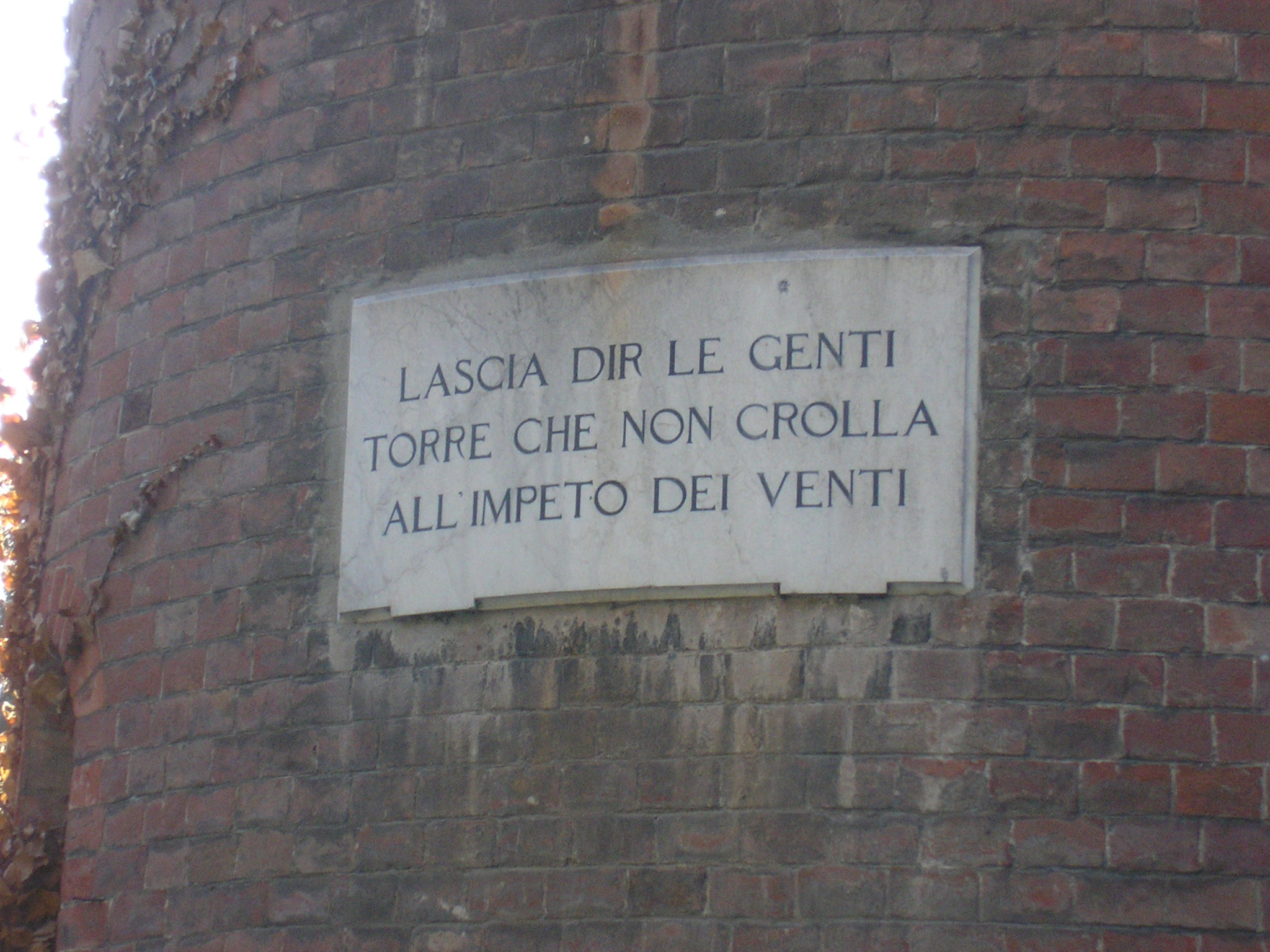
Lapide sulla torre